# Two Lone Swordsmen

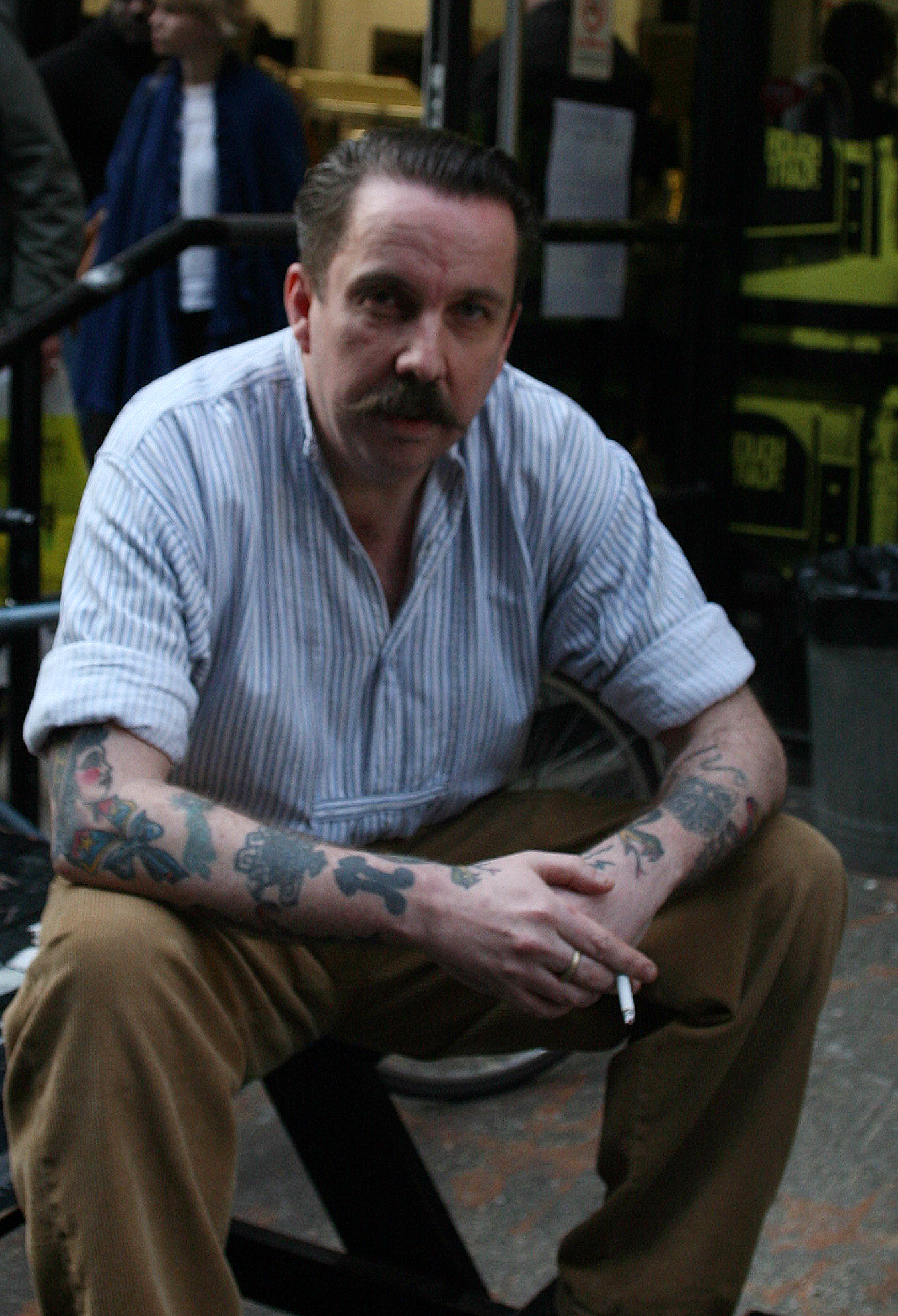
Andrew Weatherall, membre des Two Lone Swordsmen, devant le magasin Rough Trade East, à Londres, pour le Record Store Day 2009.

Two Lone Swordsmen est un groupe anglais composé de Andrew Weatherall et Keith Tenniswood apparenté aux genres IDM et nu skool breaks.

## Discographie

### Singles
- The Tenth Mission (Emissions Audio Output 1996)
- Two Lone Swordsmen And A Being (Special Emissions 1996)
- Stuka  (Creation Records 1997) - as Primal Scream Meet The Two Lone Swordsmen
- Nostik/Tall Lights (7" only) (C-Pij 1999)
- Two Lone Swordsmen Receive Tactical Support (Warp 1999)
- Further Reminders (7" only) (Warp 2001)
- Sex Beat (Warp 2004)
- Big Silver Shining Motor Of Sin E.P. (Warp 2004)

### Albums
- Swimming Not Skimming (Emissions Audio Output 1996)
- The Fifth Mission (Return to Flightpath Estate) (Emissions Audio Output 1996)
- Stockwell Steppas (Emissions Audio Output 1997)
- Stay Down (Warp 1998)
- A Bag Of Blue Sparks (Warp 1998)
- A Virus With Shoes (Warp 1999)
- Tiny Reminders (Warp 2000)
- Further Reminders (Warp 2001)
- Locked Swords (Warp 2001)
- From the Double Gone Chapel (Warp 2004)
- Emissions Audio Output - From The Archive Vol/01 (RGC 2006)
- Wrong Meeting (RGC 2007)

### Compilations
- We Are Reasonable People, Warp Records, 1998 (compilation réalisée par Warp pour fêter sa 100e référence)
- Peppered With Spastic Magic - A Collection Of Two Lone Swordsmen Remixes (RGC 2003)